# Big Bang Special Event
Big Bang Special Event é uma série de eventos de encontros de fãs, realizados pelo grupo sul-coreano Big Bang, que iniciaram-se em 2016 com oito apresentações no Japão e Coreia do Sul, ao lado de sua turnê comemorativa de dez anos, 0.TO.10 (2016-2017). Todos os membros participaram de sua primeira etapa, no entanto, T.O.P não compareceu nas duas etapas seguintes da turnê, devido seu serviço militar obrigatório realizado na Coreia do Sul.

## Eventos

### 2016
Como parte de suas comemorações de dez anos, o Big Bang iniciou juntamente com a sua etapa japonesa da turnê 0.TO.10, uma série de sete apresentações sob o nome de Big Bang Special Event – Hajimari No Sayonara. Com duração de uma hora, as apresentações incluíram uma sessão de conversas com os cinco membros e uma apresentação ao vivo, cada uma programada para ser realizada antes de cada concerto nas arenas de cúpula japonesas. Em dezembro de 2016, uma apresentação foi anunciada a ser realizada na Coreia do Sul, no mesmo dia do último concerto do grupo no Gocheok Sky Dome.

### 2017
Em 14 de fevereiro de 2017, foi anunciado que o Big Bang realizaria mais etapas de seu Big Bang Special Event durante os meses de maio e junho no Japão. Os eventos foram os primeiros realizados sem a presença de T.O.P, após o seu alistamento militar em fevereiro do mesmo ano, e a segunda vez que o Big Bang realizou eventos para fãs dentro das arenas de cúpula do país. Com duração de aproximadamente duas horas, as apresentações foram formadas por conversas dos membros, jogos e interpretação de canções ao vivo.
Em 5 de outubro, como parte de sua turnê Last Dance Tour, a YGEX anunciou mais dois eventos que foram realizados mais tarde no Tokyo Dome e no Kyocera Dome.

## Repertório
O repertório abaixo é representativo dos concertos ocorridos em 2017, não correspondendo necessariamente aos outros eventos da turnê.
1. "Koe wo Kikasete"
2. "Strong Baby" (Seungri)
3. "Candle"
4. "Always"
5. "Loser"
6. "Bang Bang Bang"
7. "If You"
8. "Bad Boy"
9. "Fxxk It"
10. "Feeling"
11. "Fantastic Baby"
12. "We Like 2 Party"
13. "Bae Bae"
14. "Last Dance"

## Datas da turnê
| Data                   | Cidade  | País          | Local            | Público |         |
| Etapa 1                | Etapa 1 | Etapa 1       | Etapa 1          | Etapa 1 | Etapa 1 |
| ---------------------- | ------- | ------------- | ---------------- | ------- | ------- |
| 6 de novembro de 2016  | Tóquio  | Japão         | Tokyo Dome       | 221 000 |         |
| 20 de novembro de 2016 | Fukuoka | Japão         | Fukuoka Dome     | 221 000 |         |
| 26 de novembro de 2016 | Osaka   | Japão         | Kyocera Dome     | 221 000 |         |
| 4 de dezembro de 2016  | Nagoia  | Japão         | Nagoya Dome      | 221 000 |         |
| 11 de dezembro de 2016 | Fukuoka | Japão         | Fukuoka Dome     | 221 000 |         |
| 28 de dezembro de 2016 | Osaka   | Japão         | Kyocera Dome     | 221 000 |         |
| 29 de dezembro de 2016 | Osaka   | Japão         | Kyocera Dome     | 221 000 |         |
| 8 de janeiro de 2017   | Seul    | Coreia do Sul | Gocheok Sky Dome | -       |         |
| Etapa 2                |         |               |                  |         |         |
| 27 de maio de 2017     | Fukuoka | Japão         | Fukuoka Dome     | 250 000 |         |
| 30 de maio de 2017     | Tóquio  | Japão         | Tokyo Dome       | 250 000 |         |
| 31 de maio de 2017     | Tóquio  | Japão         | Tokyo Dome       | 250 000 |         |
| 3 de junho de 2017     | Osaka   | Japão         | Kyocera Dome     | 250 000 |         |
| 4 de junho de 2017     | Osaka   | Japão         | Kyocera Dome     | 250 000 |         |
| Etapa 3                |         |               |                  |         |         |
| 13 de dezembro de 2017 | Tóquio  | Japão         | Tokyo Dome       | -       |         |
| 23 de dezembro de 2017 | Osaka   | Japão         | Kyocera Dome     | -       |         |
| Total                  | Total   | Total         | Total            | 471 000 |         |